# Rostam (Schāhnāme)

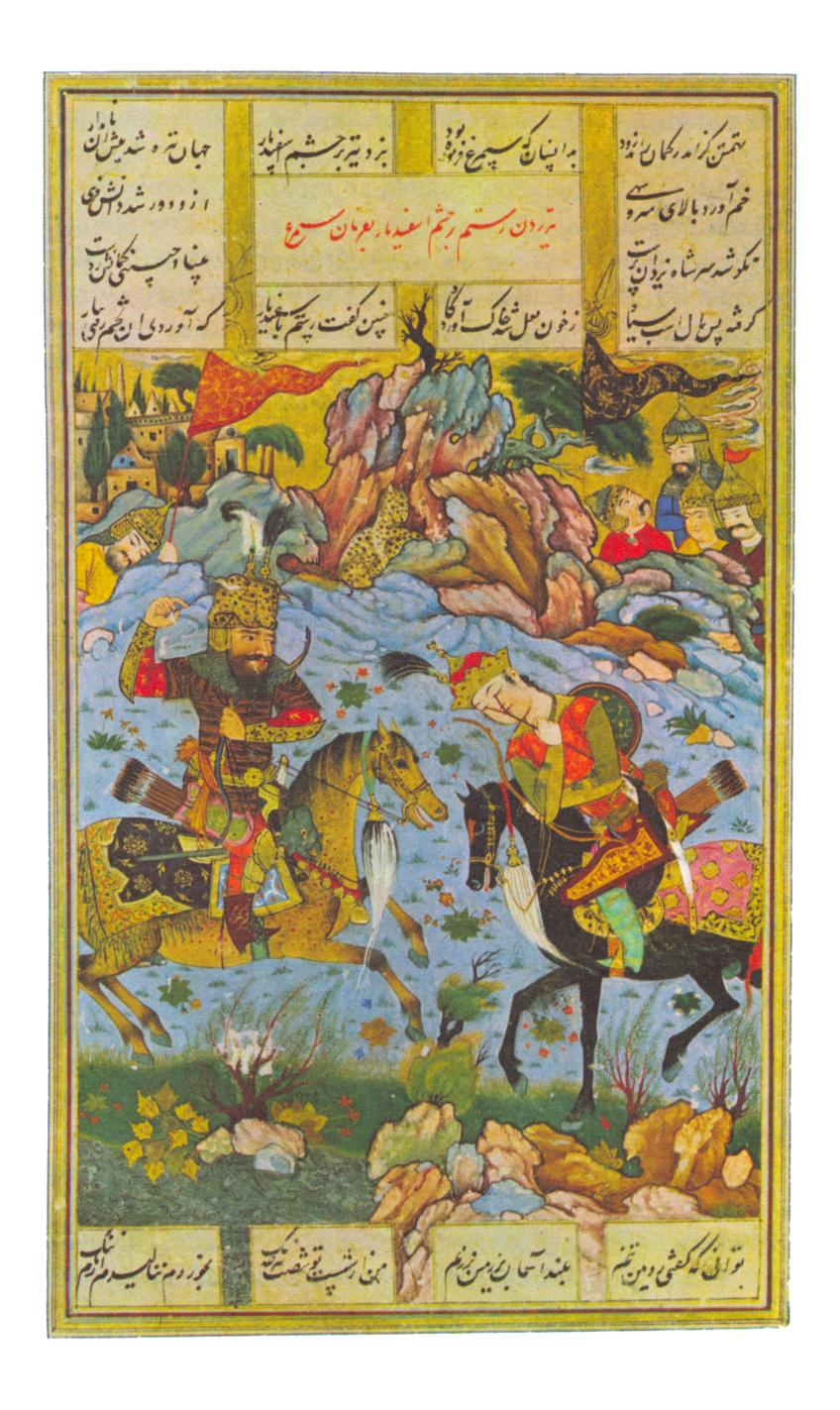
Persische Miniaturmalerei: Rostam tötet Esfandiyar mit einem Zauberpfeil Simurghs durch einen Schuss in die Augen.

Rostam (persisch رستم Rostam / Rustam [rosˈtam], türkische Transliteration: Rüstem), in deutschen Texten auch Rostem, ist der berühmteste Sagenheld der persischen Mythologie aus dem „Königsbuch“ (Schāhnāme), dem persischen Nationalepos von Firdausi.
Gelegentlich nennt man ihn genauer Rostam-e Zāl oder Rostam-e Dastān („Rostam [der Sohn] des Zāl (Dastān)“), sowie Rostam-e Zāvolī („Rostam [aus] Zābul“), Rostam-e Sākzī („Rostam der Saken-/Skythensohn“), Pīltan („der Elefantenleibige“) oder Tahamtan („der mit dem gewaltigen/großen Körper“, „der Starkleibige“), um ihn von anderen Personen dieses Namens zu unterscheiden.

## Charaktereigenschaften

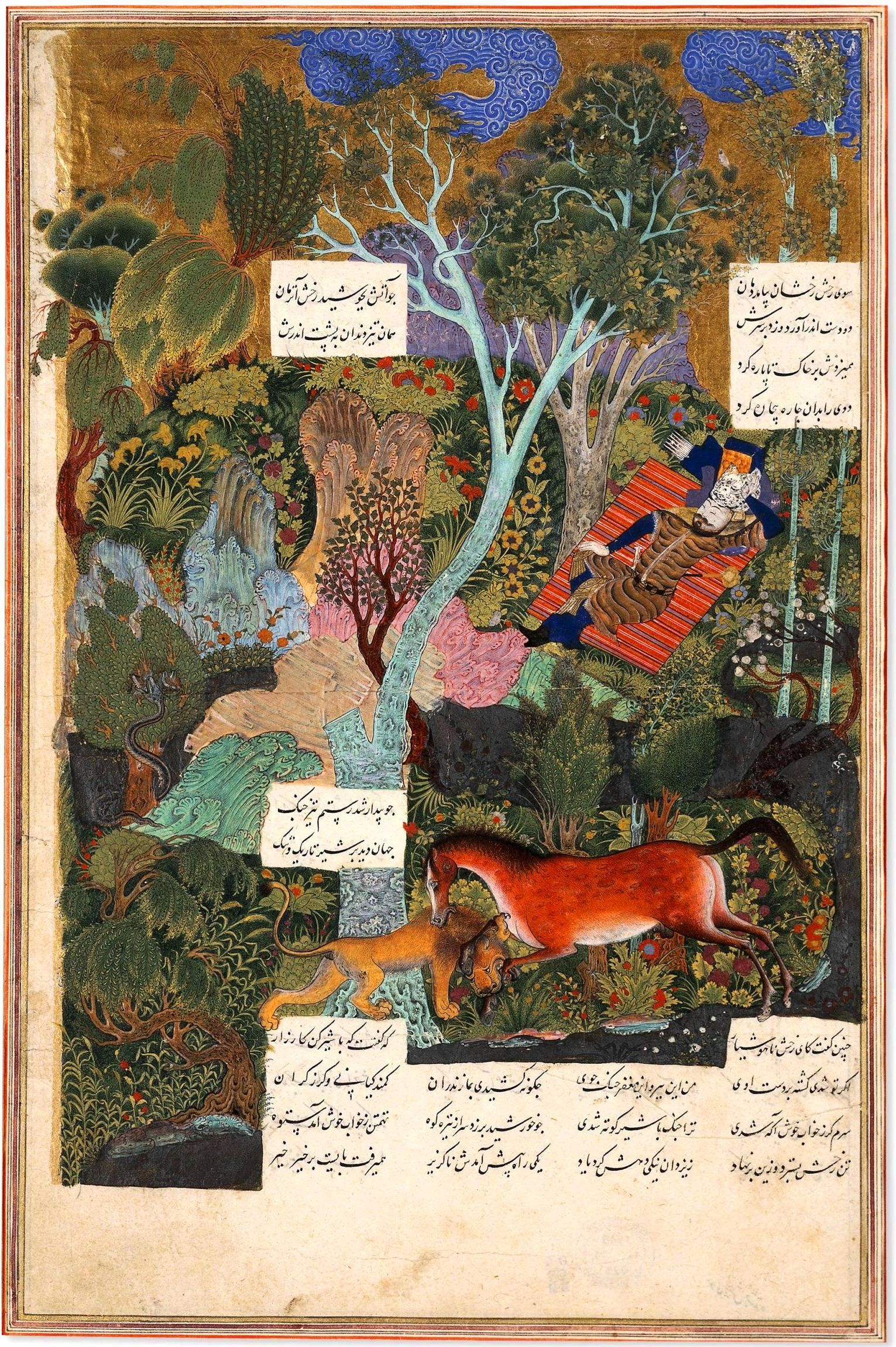
Rostams Pferd Rachsch tötet einen Löwen, während Rostam schläft. Persische Miniatur aus einem Manuskript des Schahname.

Der persische Held Rostam, der Prinz und spätere Beherrscher von Zabulistan, wurde mit Hilfe des Wundervogels Simurgh, der dem Vater Zāl und der Mutter Rudabeh bei schmerzhaftem Geburtsstillstand den Rat gab, ihn mittels „Schnittentbindung“ (Kaiserschnitt oder Dammschnitt?) zur Welt zu bringen, geboren.
Schon als Junge zeichneten ihn unglaubliche Kraft, Mut und List aus. Die erste Tat des jungen Helden erzählt vom Kampf gegen einen rasenden Elefanten, den er mit einer sehr schweren Keule, die er von seinem Großvater Sām erhalten hatte, erschlug. Der Kampf zwischen den Königtümern Iran (nicht mit dem Staat Iran identisch) und Turan bildet den Hintergrund für einen Großteil der weiteren Abenteuer. Wie Herakles musste Rostam, der mit einem Tigerfell („Babr-e Bayān“) bekleidet war, Aufgaben für den Herrscher bestehen. Indem er einen Zauberer, der den König Irans (Kai Kawus) mit Blindheit schlug, besiegen konnte, gibt er dem Land einen neuen Schah. Da Rostam durch seinen Sieg über den Turaner Afrasiab dem Vater und Vorgänger von Kai Kawus, Kai Kobad, zum Thron verhalf, erhielt er den Beinamen „Kronenverteiler“ (persisch: tādsch bachsch). Als Kämpfer für das Land des Lichtes, Iran, gegen das Land der Finsternis, Turan, führt er Lasso, Keule, Lanze, Köcher und Bogen sowie sein Schwert „Nahang“ (persisch für Schwert, Seeungeheuer, Wasserdrache, Wal und Krokodil). Er erzog auch den Sohn des Kai Kawus namens Siyawasch.

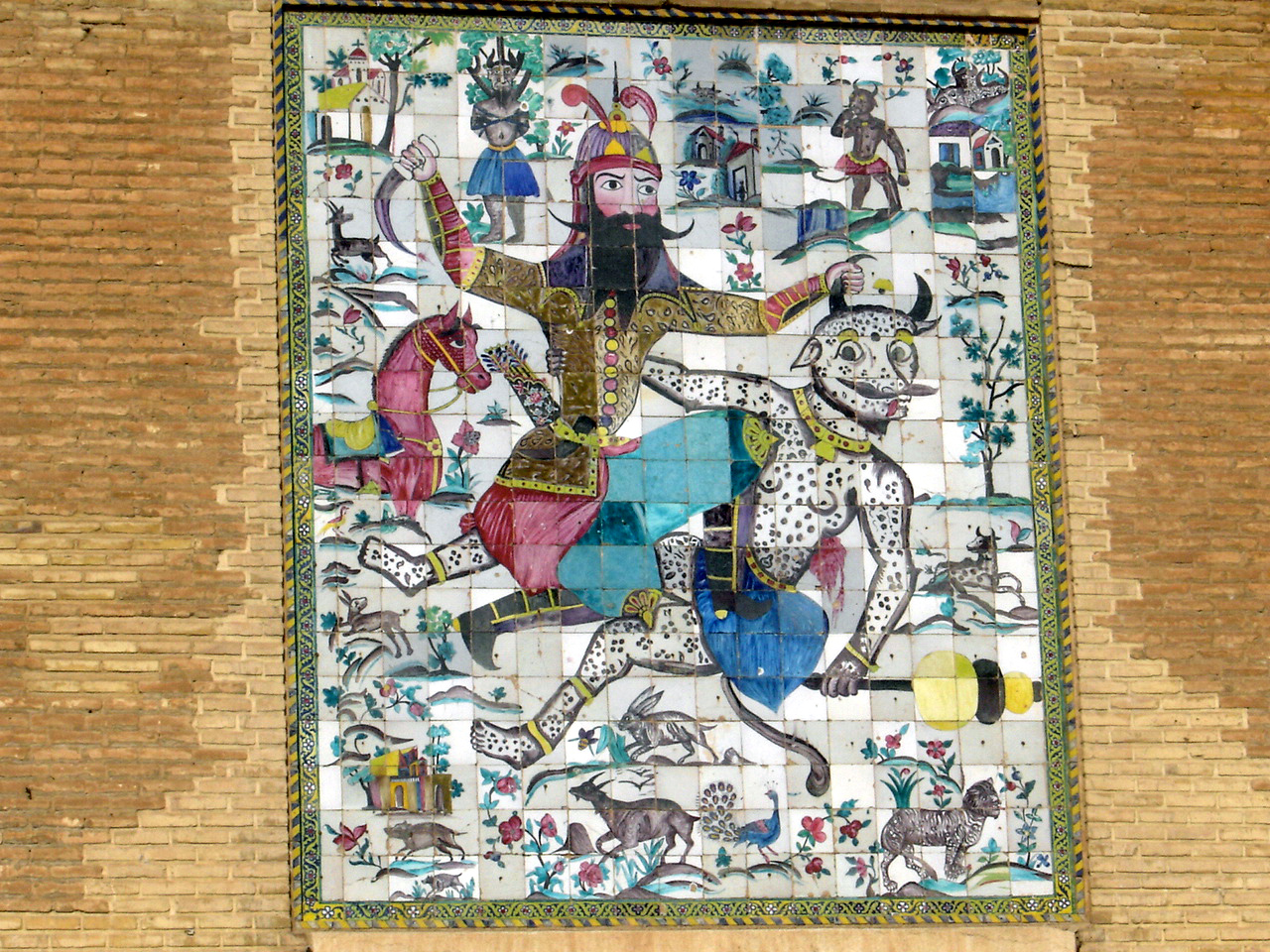
Rostam besiegt den Div. Darstellung in der Zitadelle des Karim Khan (Arg e Karim Khan), Schiraz, Iran, 19. Jahrhundert

Untrennbar mit den Erfolgen Rostams verknüpft ist die Unterstützung durch sein treues Pferd Rachsch („Blitz“), das durch seine übernatürlichen Fähigkeiten immer wieder Rostam die Möglichkeit gibt, sich aus der Bedrängnis zu befreien. Selbstverständlich gehorcht Rachsch nur seinem Herrn, lässt sich nicht von anderen reiten und beweist fast menschenähnliche Intelligenz und Geschicklichkeit.
Rostam besteht im Laufe der Zeit erfolgreich sieben Abenteuer. Aber auch Tragik umfasst das Epos. Unwissend ersticht Rostam im Zweikampf seinen mit der Turanerin Tahmine gezeugten, ihm unbekannten Sohn Sohrab. Diesen erkennt er an einem Armreif, den er ihm bei seiner Geburt geschenkt hatte. Ebenso folgt der Tod des Helden, nachdem er älter als 500 Jahre geworden war, durch Verrat seiner Familie, insbesondere seines unehelichen Halbbruders Schagad (Šagād). Als weiterer Bruder Rostams wird Zavāre genannt.
Aufgrund auffallender Ähnlichkeiten wird diese Tragödie oft mit dem Hildebrandlied verglichen. Entweder liege dem Stoff eine indogermanische Ursage zugrunde oder es könne eine direkte Beeinflussung angenommen werden. Auch zur Legende des irischen Kriegerhelden Cú Chulainn weist Rostam deutliche Übereinstimmungen auf.
Nach Ansicht einiger Iranisten verkörpert er den keulenschwingenden Keresaspa, der wiederum als eine Inkarnation des arischen Windgottes Vayu erscheint. Nach anderen Meinungen verkörpert er Bahram.
In den meisten Miniaturen, die in den Schāhnāme-Manuskripten enthalten sind, wird Rostam mit einem Tigerfellmantel dargestellt. Zu den wenigen Ausnahmen gehören zwei Manuskripte von 1307 und 1335 sowie einige kleinere Manuskripte ebenfalls vom Anfang des 14. Jahrhunderts, als die mongolische Dynastie der Ilchane über das Iranische Hochland herrschte. In den darin enthaltenen Miniaturen trägt der Held mongolische Kleidung. Als um die Mitte des 14. Jahrhunderts das Reich der Ilchane allmählich auseinanderbrach, entstanden mehrere Kleinreiche, darunter die Dynastie der Injuiden in Schiras. Die Malereischule unter ihrer Patronage pflegte einen originellen Stil, in dem Rostam wieder mit Tigerfell und persischen anstatt mongolischen Gesichtszügen auftaucht. Die meisten Schāhnāme-Manuskripte im 16. Jahrhundert stammen ebenfalls aus Schiras. Die klassische Periode reicht bis zum Ende des 17. Jahrhunderts. Aus dem 18. Jahrhundert ist kein Schāhnāme-Manuskript bekannt.

## Rostams sieben Prüfungen
Der unvernünftige, gierige König Kai Kawus begeht Torheiten, aus deren Konsequenzen sein treuer Diener Rostam ihn befreien muss. Gegen den Rat seiner Helden hat sich Kai Kawus in den Kopf gesetzt, das Land Mazandaran zu erobern. Doch dieses Land wird von Dämonen und Zauberern beherrscht, denen seine Armee nicht gewachsen ist. Prompt wird Kai Kawus vom Weißen Dämon bzw. Weißen Diw (pers. Div-e Sepid) in Mazandaran gefangen genommen. Rostam zieht also nach Mazandaran, um Kai Kawus zu befreien. Auf dem Weg dorthin macht er siebenmal Rast und wird dabei jeweils einer Prüfung unterzogen. Die sieben Prüfungen (Arbeiten, Gänge) Rostams (pers. haft chān-e Rostam) sind:

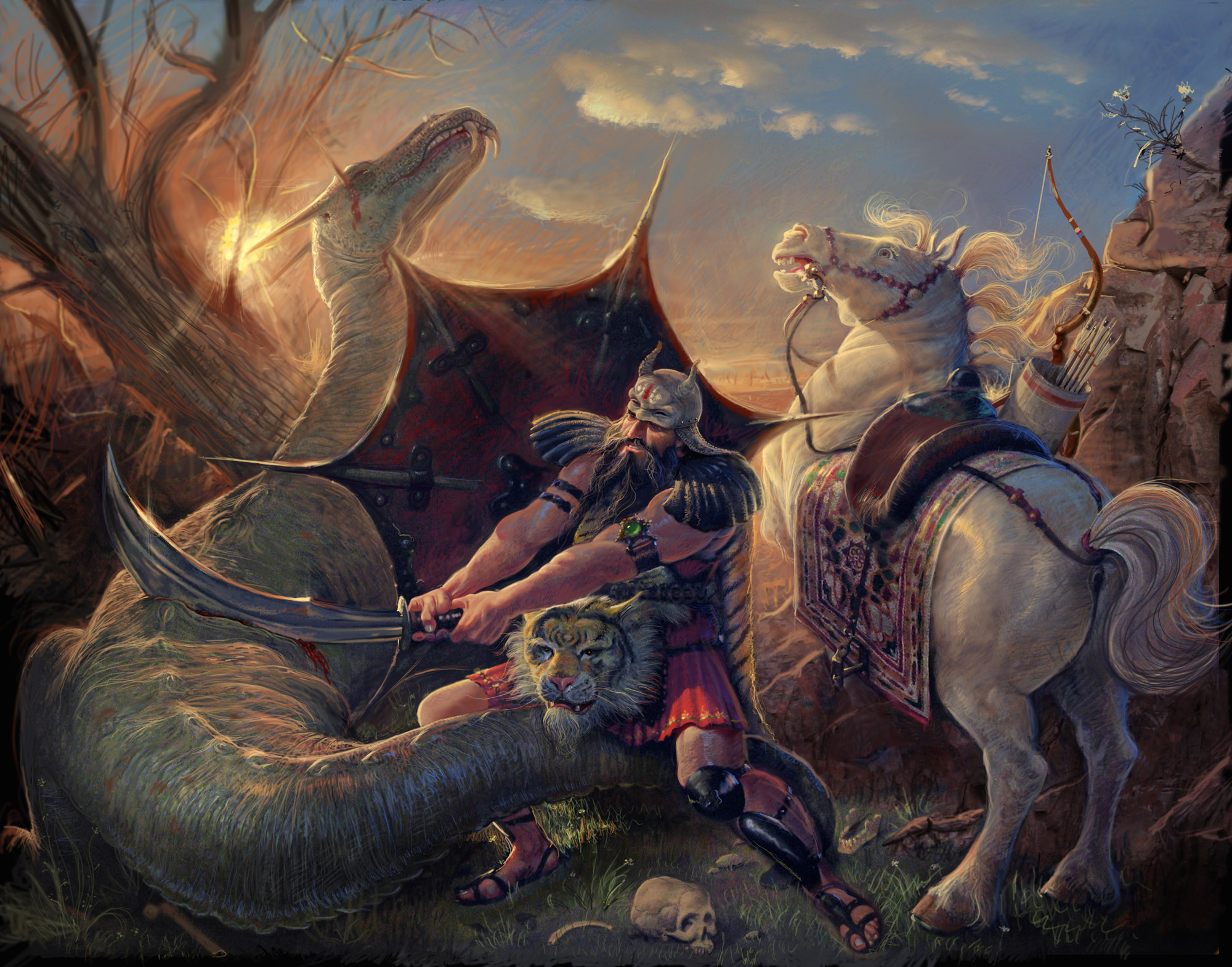
Rostam besiegt einen Drachen

1. Rostams Pferd Rachsch tötet einen Löwen, während Rostam schläft.
2. Rostam durchquert die Wüste und gelangt, geführt von einem wundersamen Widder, zu seiner Quelle.
3. Rostam besiegt einen Drachen.
4. Rostam vereitelt die bösen Pläne einer Zauberin. Die böse Zauberin hat sich in eine schöne Frau verwandelt und Rostam zum Essen eingeladen, um ihn zu vergiften. Aber als Rostam zufällig „In Gottes Namen“ sagt, bricht der Zauber, und Rostam tötet die Zauberin.
5. Rostam gewinnt den von ihm gefangengenommenen Helden Olad zum Kampf gegen den Weißen Dämon. Nachdem Rostam den Marschall Olads bestraft und Olad besiegt hat, verschont ihn Rostam, falls er mit ihm gegen die Burg des Weißen Dämons zieht.
6. Rostam kämpft gegen den Anführer der „mazandaranischen“ Armee und Burgvogt des Weißen Dämons, Ardschang Div (etwa: ‚Buntdämon‘), bei dem er den Schlüssel zur Festung des Weißen Dämons in seinen Besitz bringt.
7. Rostam tötet im Zweikampf den Weißen Dämon und befreit Kai Kawus sowie die persische Armee, deren Sehkraft er durch Bestreichen der Augen mit dem Blut des Weißen Dämons wiederherstellte. Hiernach setzt er Olad als König von Mazandaran ein.

## Rostam trifft Tahmine
Nachdem Rostam die zahlreichen Prüfungen mit Erfolg gemeistert hat und Iran und Turan eine kurze Friedenszeit genießen können, begibt sich Rostam mit seinem Pferd Rachsch auf die Jagd. Bei einer Rast schläft Rostam ein und wird von dem Dämon Akvan ins Meer geworfen. Herannahende Türken entführen sein Pferd und bringen es zu mehreren Stuten, um aus dem Pferd Nachkommen zu züchten. Rostam begibt sich auf die Suche nach Rachsch in die nahegelegene Hauptstadt von Samangan. Er wird vom König von Samagan festlich empfangen. Um Mitternacht begibt sich die Tochter des Königs von Samagan, Tahmine, ins Schlafgemach von Rostam.

### Charakterisierung Rostams durch Tahmine, übersetzt von Jürgen Ehlers
„Ich habe viele Geschichten über dich gehört, die wie märchenhafte Erzählungen klangen. Und daher weiß ich: Du fürchtest dich nicht vor Dîvs und Löwen und Panthern und Krokodilen und hast eine starke Hand mit scharfen Krallen. In dunkler Nacht bist du allein nach Turan gekommen, an diese Grenze hier, mutig und ohne zu ermüden. Ganz allein röstest du dir einen Wildesel, und mit deinem scharfen Schwert bringst du die Luft zum Weinen. Wenn sie die Keule in deiner Hand sehen, zerreißt den Löwen das Herz und den Panthern das Fell. Wenn der Adler dein blankes Schwert erblickt, wagt er nicht mehr, das Wild zu jagen. Der Löwe trägt die Spuren deines Lassos, und die Wolke regnet Blut aus Angst vor deiner Lanze. Als ich solche Berichte über dich hörte, erstaunte ich über dich und war voller Bewunderung. Ich sehnte mich nach deinem Körper, deinen Armen und Schultern, und nun hat Gott dich Aufenthalt nehmen lassen in dieser Stadt. Wenn du mich willst, gehöre ich jetzt dir.“

### Charakterisierung Rostams durch Tahmine, übersetzt von Rückert

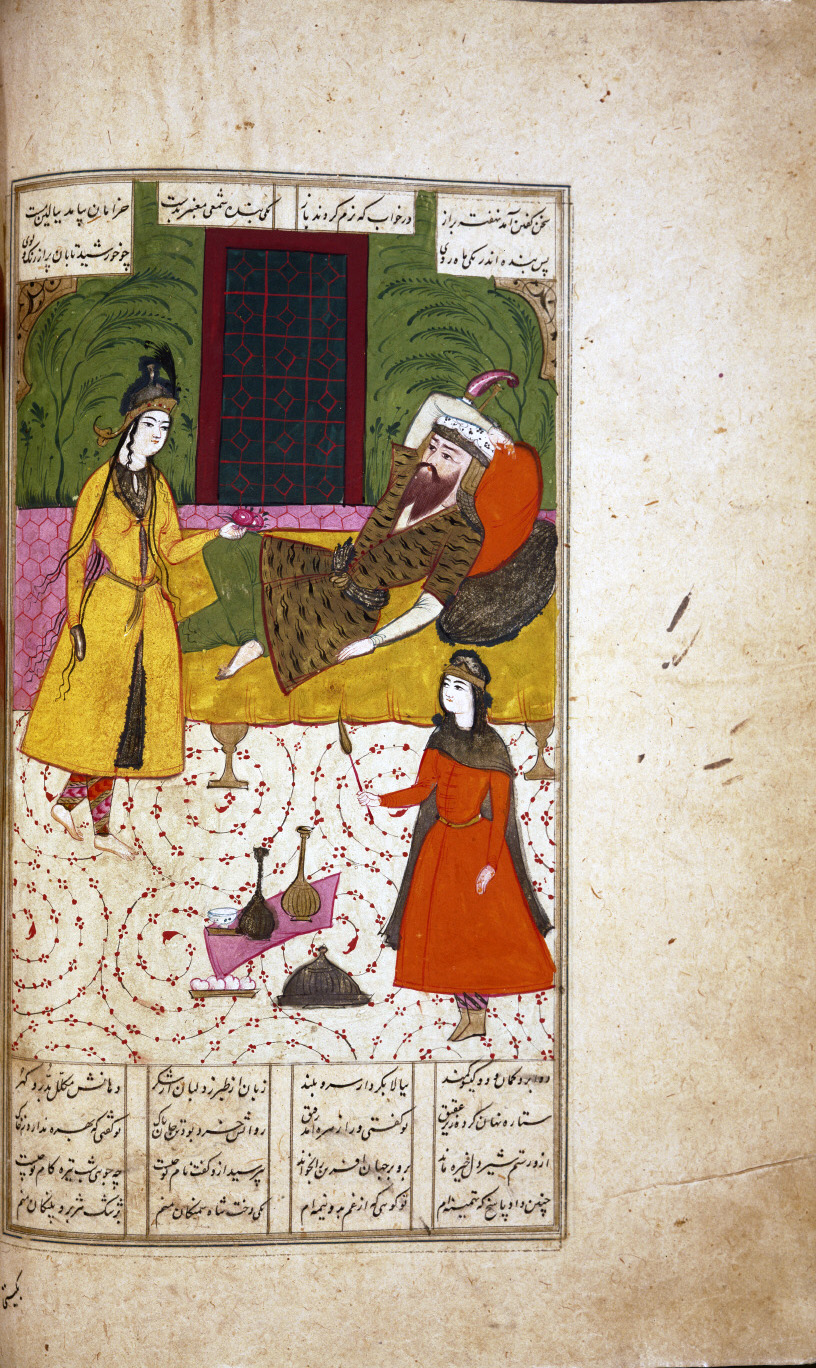
Tahmine besucht Rostam

„Wie eine Wundersag' hab' ich gehört aus jedem Munde

Gehört zu jeder Stund', an jedem Ort die Kunde,

Wie du so tapfer bist, und trägest keine Scheu

Vor Tiger, Elefant und Krokodil und Leu.

Du schirmest ganz allein Iran mit deiner Kraft,

Und Turan zittert, wenn sich rührt dein Lanzenschaft.

Du reitest ganz allein bei Nacht in Turan ein,

Und streifest dort umher, und schläfest dort allein.

Dergleichen Kunde ward mir vom Gerücht vertraut;

Lang wünscht' ich dich zu sehn, heut hab ich dich geschaut.

Wenn Du zu(m) Weibe mich begehrst, bin ich dein Weib;

Nie Mond- und Sonnenstrahl berührte diesen Leib.

Vom Schleier meiner Zucht erwuchs ich tief umfangen;

Den Zügel der Vernunft entzog mir dies Verlangen:

Ich bitte Gott, von dir zu tragen einen Sproß,

Der einst, an Kraft dir gleich, beherrsche dieses Schloß.

Zur Mitgift will ich jetzt, o Held, dies Schloß dir bringen,

Zur Morgengab' alsdann, Rostem, dein Roß dir bringen!“

Der Vater von Tahmine ist mit der Verbindung von Rostam und seiner Tochter einverstanden:

„Dem Ritter in der Nacht gab er der Tochter Hand;
Und wie die Kund' erscholl, war Freud' in Stadt und Land.
 […]
Nach kurzer Freudennacht als an der Morgen brach,
Wand aus Tehmina's Arm sich Rostem los, und sprach,
Indem vom Arm er nahm ein goldenes Gespang,
 […]
Das gab er ihr und sprach: Liebtraute! dies bewahr!
Wenn eine Tochter dir nun bringen wird das Jahr,
So nim dies Goldgespang, und schling es ihr ins Haar!
 […]
Wenn aber einen Sohn dir die Gestirne reichen,
So bind ihm um den Arm, wie ich es trug, das Zeichen.
 […]
Neun Monde waren schon Tehminen hingegangen,
Als sie gebar den Sohn wie eines Mondes Prangen.“

Viele Jahre später wird Rostam auf seinen Sohn Sohrāb treffen, der das Erkennungszeichen nicht am Arm, sondern unter seinem Hemd versteckt auf der Brust trägt. In der Sage Rostam und Sohrab tötet Rostam Sohrāb im Zweikampf. Erst im Sterben eröffnet ihm Sohrāb, dass er sein Sohn sei. Als weiterer Sohn Rostams wird im Schahnameh Farāmarz genannt.

## Rezeption
- Mehrere Ortschaften und Bauwerke in Afghanistan und Iran tragen seinen Namen als Namensbestandteil (siehe Rostam). Wie wichtig diese Sagengestalt für Iran ist, lässt sich an einer achämenidischen Königsnekropole ablesen, die seinen Namen trägt: Naqsch-e Rostam.
- Richard Wagner hatte den Plan, eine Episode aus Schacks Übersetzung des Textes von Firdausi zu einer Oper zu bearbeiten. Gesprächsweise äußerte er diese Idee gegenüber dem Grafen. Der Bayreuther Meister war schon so weit gekommen, dass er zwischen zwei bestimmten Episoden, nämlich der Sage von Rostam und Esfandiyar oder dem Untergange des Siyawasch schwankte.[7]
- Der Dirigent und Komponist Loris Tjeknavorian, ein Schüler Carl Orffs, stellte seine Oper Rostam und Sohrab (op. 8a) in zwei Akten, die Ereignisse von der Vermählung Rostams mit Tahmine bis zum Tode Sohrabs durch die Hand des Vaters behandelt, im Jahre 1963 fertig. Er schuf ein Klavierstück (op. 11) und eine Suite (op. 8b) mit demselben Titel und eine weitere Oper mit dem Titel Rostam und Esfandjar (op. 50).
- Der Regisseur Behrus Gharibpur brachte die Marionettenoper Rostam und Sohrab nach der gleichnamigen Oper des iranisch-armenischen Komponisten Loris Tjeknavorian auf die Bühne.
- Im Computerspiel Prince of Persia: The Sands of Time wird zweimal auf Rostam Bezug genommen.
- Die amerikanische Comicserie Rostam: Tales from the Shahnameh von Hyperwerks erzählt die Sage um Rostam neu.